# Tolk Sogn
Tolk Sogn  (på tysk Kirchspiel Tolk) er et sogn i det sydlige Angel i Sydslesvig, tidligere i Strukstrup Herred (Gottorp Amt), nu i kommunerne Tolk og Tved i Slesvig-Flensborg Kreds i delstaten Slesvig-Holsten.
Sognets nordvestlige grænse mod Struktrup og Farnsted sogne dannes af Boholt Å, Ravnholt Sø og Vedelsbækken mellem Ravnholt Sø og Langsøen. Løjt Å danner grænsen mod sydøst og skiller Tolk fra Løjt og Torsted sogne. Et lille vandløb
fra Langsø til engene i den tørfaldne Tolksø og derfra til Skålbosø danner grænseskellet mod Nybøl Sogn.
I Tolk Sogn Sogn findes flg. stednavne:
- Bokjær
- Bøgvad (Bökwatt)
- Boskov[1][2] (også Byskov[3]; Buschau)
- Boskovaa (Buchholzau)
- Cathrinegaard
- Ellekær el. Ellekjær (Elkier)
- Fyrbjerg (Vörbjarg)
- Grumby
- Grumbygaard
- Ildbjerg
- Lammershag el. Lammeshus[4] (Lammershagen)
- Lobager (også Lovager, ty. Lobacker)
- Løkkegaarde
- Nytolkskovbygaard
- Pokær, Pokjær (også Bokær, Pokier)
- Skovby (Schüby)
- Tolk
- Tolkskovby
- Tolkskovbygaard
- Tornhøj (Dornhöh)
- Tved (også Tvede, Twedt)
- Tvedemark
- Stangelhæk
- Skolderup (Scholderup)
- Vedelspang